# 957 Camelia
Camelia (asteroide 957) é um asteroide da cintura principal com um diâmetro de 73,73 quilómetros, a 2,668508 UA. Possui uma excentricidade de 0,0856934 e um período orbital de 1 821,21 dias (4,99 anos).
Camelia tem uma velocidade orbital média de 17,4342964 km/s e uma inclinação de 14,77976º.
Esse asteroide foi descoberto em 7 de Setembro de 1921 por Karl Reinmuth.